# 马肉

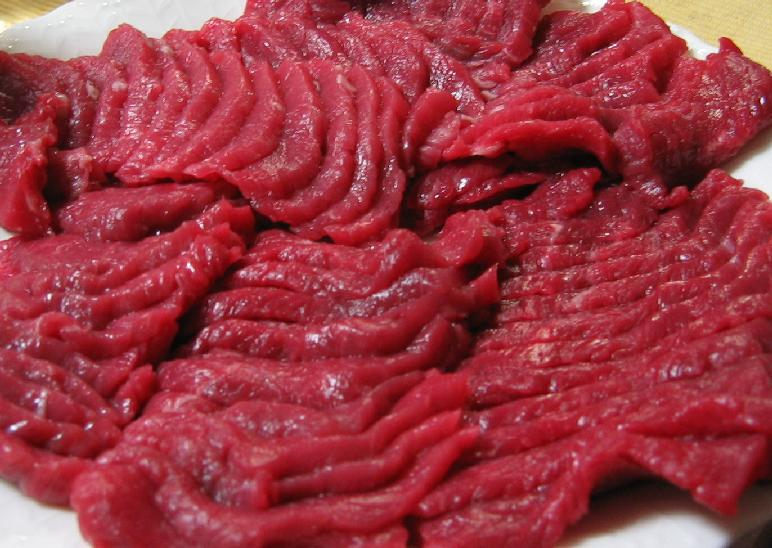
日本的马肉刺身

马肉是从马身上得到的肉。除中亚以外，马肉在世界各地都不是一種主流的食物，但它仍然是日本、欧洲、南美以及亚洲多国的烹饪传统中重要的一部分。食用马肉最多的八个国家每年大約消耗470万匹马。野马是人類存在初期的蛋白质来源之一。
然而，由于马同時是人類的工作夥伴，食用馬肉在某些文化中是一个忌讳。經過历史的变迁，以及人们受宗教的熏陶之下，食用马肉的習慣开始淡出。許多西方国家如美国、英国和爱尔兰，马更被歸類為宠物的一種。
马肉帶有微甜，肉質较嫩，脂肪亦较少。2007年，时代周刊刊登了一篇文章，文中指出从加拿大被带到到美国飼養马肉特別鮮甜，肉質較软和丰富，質感比鹿肉更接近牛肉。
在中國，儘管大多數人認同馬肉可以作為食物，馬肉却因烹饪时产生泡沫和特殊气味而並不很受歡迎。但在廣西桂林和雲南等地，馬肉是著名的美食，如馬肉米粉。在中國西北，哈薩克人和柯爾克孜族、塔塔爾族也吃馬肉。在日本則有把馬肉製成刺身的吃法。

## 历史
野马在旧石器时代晚期的马格德林时期中是一種重要的食物来源。尽管教皇在732年下了马肉禁令，人們仍然在整个中世纪中繼續食用馬肉，直至近代。吃马肉也是欧洲北部日耳曼异教宗教仪式當中的一部分，這個仪式与對奥丁的崇拜有关。

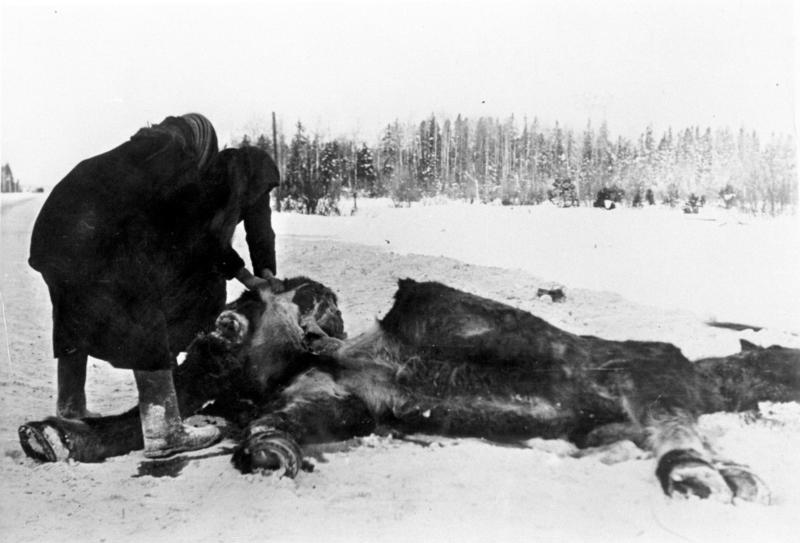
第二次世界战争的饥荒使人们吃马肉

美洲在大航海时代之前並無馬匹。馬肉在美洲的發展很大程度上源于歐洲征服者的战马。智利和阿根廷的土著佩文切人發現了來自欧洲的马後，就開始在南美洲廣泛飼養馬匹，並把牠們當作食物或用在運輸上。直到现在，当地人都會把马肉在安第斯山脉晒干做成肉干保存。 
尽管大部份英语圈的國家都開始避忌食用馬肉，但是在1930年代之前，马肉和驴肉在英國仍然被視作普通肉類食用。這種風氣在约克郡尤其盛行。在美国战后粮食短缺的时候，马肉亦被廣泛食用，医院也會烹調馬肉給傷者食用。隨著馬匹被汽車取代，在美國1920年開始每年有50萬匹馬被製成寵物食物，供貓狗食用。

## 生产

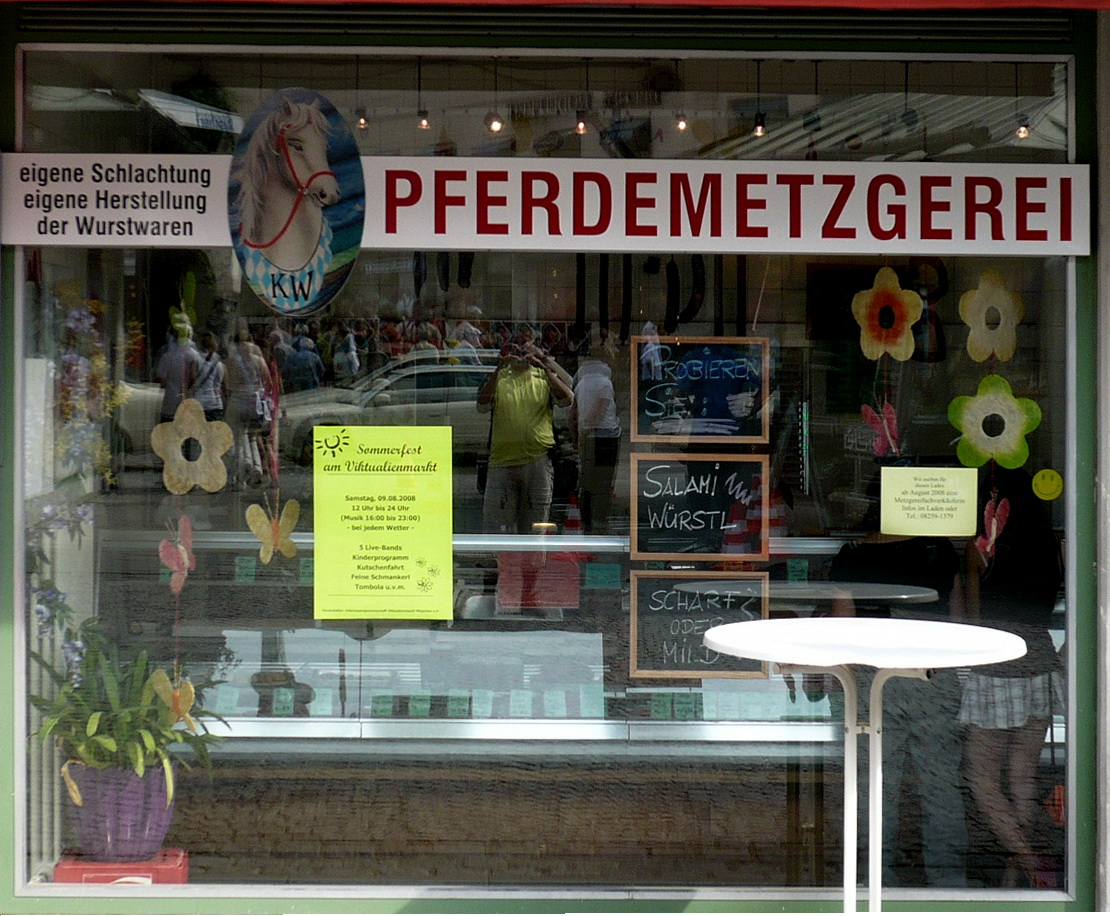
位於德國慕尼黑穀物市場的馬肉屠夫店

大多数生产马肉的国家均以类似屠宰牛的方式处理马匹，即在大型工厂用紧固螺栓枪击晕，之后放血使其死亡，而工业化程度较低的一些国家会直接在村子里屠宰馬匹。
在2005年，八个马肉生产量最大的国家共生产超过700,000吨马肉。
| 国家      | 数量      | 吨数    |
| --------- | --------- | ------- |
| 中国      | 1,700,000 | 204,000 |
| 墨西哥    | 626,000   | 78,876  |
|           | 340,000   | 55,100  |
| 蒙古国    | 310,000   | 38,000  |
| 阿根廷    | 255,000   | 55,600  |
| 義大利    | 213,000   | 48,000  |
| 巴西      | 162,000   | 21,200  |
|           | 150,000   | 25,000  |
| 全球 总计 | 4,727,829 | 720,168 |

## 营养价值
| 食物   | 卡路里 | 蛋白质 | 脂肪 | 铁       | 钠      | 胆固醇  |
| ------ | ------ | ------ | ---- | -------- | ------- | ------- |
| 生马肉 | 133    | 21 克  | 5 克 | 3.8 毫克 | 53 毫克 | 52 毫克 |
| 生牛肉 | 117    | 23 克  | 3 克 | 1.9 毫克 | 55 毫克 | 55 毫克 |